# Edward Augustus Freeman
Edward Augustus Freeman est un historien britannique né le 2 août 1823 à Harborne, dans le Warwickshire, et mort le 16 mars 1892 à Alicante, en Espagne.

## Biographie
Orphelin à un jeune âge, Edward Augustus Freeman est confié à sa grand-mère paternelle. Il est scolarisé dans plusieurs écoles privées et décroche une bourse pour entrer au Trinity College de l'université d'Oxford en 1841. Après avoir envisagé d'entrer dans les ordres ou de devenir architecte, il décide de se consacrer à l'histoire. Il se marie en 1847 avec Eleanor Gutch, qui lui donne deux fils et quatre filles. Politiquement, c'est un libéral partisan de William Gladstone.
Son œuvre majeure, aussi bien en termes de taille que d'influence, est une histoire de la conquête normande de l'Angleterre en cinq volumes (1867-1876), dans laquelle il insiste tout particulièrement sur la continuité entre la période anglo-saxonne et l'histoire ultérieure de l'Angleterre. Il est également l'auteur d'une histoire du règne de Guillaume le Roux (1882) et d'une histoire inachevée de la Sicile (1891-1892).
Après plusieurs échecs, Freeman est nommé professeur Regius d'histoire (en) à Oxford en 1884, mais il souffre de la goutte et de bronchites, et ses cours n'attirent guère les étudiants. Lors d'un séjour en Espagne avec sa femme et ses deux filles, il succombe à la variole à l'âge de 68 ans. Il est inhumé au cimetière protestant d'Alicante.